# 애니메이션의 12가지 기본 원칙
12가지 애니메이션의 기본 원칙은 말그대로 12가지 애니메이션의 기본 원칙에 대해 다루며, 프랭크 토마스, 올리 존스턴이 만들었다. 디즈니의 제 13 애니메이션 법칙으로도 알려져 있다.

## 원칙 목록

### 누르고 늘리고
이 법칙은 사물의 속도, 탄력, 무게, 재질감을 강조하기 위해 자주 쓰이는 법칙이며 가장 많이 쓰이는 법칙이기도 하다.
이 법칙은 사물이 더 부드러울수록 더 짓눌리고 늘려나는 물리학에 기초하며, 사물만이 아닌 것에게도 적용시키는 것이 가능하다.
이 법칙을 적용시킬때는 적용되는 것의 부피가 이 법칙 때문에 달리해져서는 안되기 때문에 이 조건을 지키려면 이 법칙에 적용되는 것이 납작해질수록 넓어져야하며, 늘어질수록 좁아져야 한다.
이 법칙에는 또다른 조건이 있는데, 떨어질 모든 시간에 늘려지거나 눌려서는 안된다는 것이다. 가장 늘려지고 눌리는 때는 바로 각각 땅에 닿기 바로 직전과 땅에 닿은 그순간이기 때문.

### 예고 동작(Anticipation)
이 법칙은 관객들에게 다음에 뭔일이 일어날지 상상할 수 있게 캐릭터가 준비 동작을 해서 예고하는 것을 뜻한다. 또한 이 법칙을 사용하면 실제같아 보이기도 한다.
이 법칙이 사용되는 예를 들자면 뛰어오를 때 아래로 웅크리는것, 주먹을 내지를 때 뒤로 재끼는것, 달리기전에 몸을 비트는것등이 있다.
이 법칙이 중요한 이유는 바로 이 법칙을 적용시키면 애니메이션이 더 자연스러워지고 이해가 가능해진다는 것이고, 상황을 준비하는데도 사용할 수 있다.
(그래서)이 법칙을 적용시키지 않으면 관객들이 예고받지 못한 캐릭터의 동작에 의구심을 가지게 될 수도 있다.
이 법칙은 제 1법칙에도 사용된다.

### 연출
이 연출이라는 법칙은 생각을 나타내주는 요소이기 때문에 완벽히 흠없이 간결해야만 한다.
이 연출이라는 법칙은 행동, 카메라 각도와 위치 및 설정, 제 9법칙이기도 한 타이밍에게도 적용시킬 수 있다.
이 연출이라는 법칙은 무엇을 봐야하는지 알릴 때도 사용할 수 있고, 이를 잘못 사용하면 관객에게 혼란을 줄수도 있기 때문에 잘 다루어야한다.